# 53159 Mysliveček
53159 Mysliveček è un asteroide della fascia principale. Scoperto nel 1999, presenta un'orbita caratterizzata da un semiasse maggiore pari a 2,4055663 au e da un'eccentricità di 0,0979419, inclinata di 6,65460° rispetto all'eclittica.
L'asteroide è dedicato al compositore ceco Josef Mysliveček.